# Paul Marx (Bankier)
Paul Marx (* 30. April 1888 in Elberfeld; † 4. Juli 1952 in Düsseldorf) war ein deutscher Jurist und Bankier.

## Leben
Paul Marx wurde als Sohn des Düsseldorfer Kommunalpolitikers und späteren Oberbürgermeisters Wilhelm Marx geboren. Nach dem Abitur am Hindenburg-Gymnasium in Düsseldorf studierte er an den Universitäten Freiburg und Bonn Rechtswissenschaften. 1907 wurde er im Corps Hasso-Borussia Freiburg recipiert. 1911 legte er das 1. juristische Staatsexamen ab und wurde in Heidelberg zum Dr. iur. promoviert. Er bestand 1914 das 2. Staatsexamen und wurde zum Regierungsassessor ernannt. Am Ersten Weltkrieg nahm er zuletzt als Leutnant teil. Bei Kriegsende wurde er zum Landrat in Düsseldorf ernannt, schied jedoch 1919 aus dem Staatsdienst aus, um im A. Schaaffhausen’schen Bankverein eine Banklaufbahn zu beginnen.
1920 wurde Marx Direktor des Barmer Bankvereins und Leiter der Niederlassung in Düsseldorf berufen. 1922 wurde er Geschäftsinhaber des Barmer Bankvereins. 1932 war er maßgeblich an der Fusion des Barmer Bankvereins mit der Commerz- und Privat-Bank beteiligt. Mit der Fusion trat er in den Berliner Vorstand der neu entstandenen Bank ein, wo er für das westdeutsche Kreditgeschäft zuständig war. 1943 wurde er Aufsichtsratsvorsitzender der seit 1940 als Commerzbank AG firmierenden Bank als Nachfolger von Friedrich Reinhart. Anfang 1945 war er maßgeblich für die Verlegung des Sitzes der Bank von Berlin nach Hamburg.
Nachdem 1948 die Alliierten eine Dezentralisierung des deutschen Bankenwesens verfügt hatten, wurde er Vorstand des Nachfolgeinstituts in Nordrhein-Westfalen, des Bankvereins Westdeutschland in Düsseldorf. Zusammen mit Hermann Josef Abs von der Deutsche Bank AG und Carl Goetz von der Dresdner Bank erarbeitete er 1950 einen Vorschlag zur Neuordnung des deutschen Großbankenwesens, das im Großbankengesetz von 1952 Widerhall fand.
Über die Jahrzehnte gehörte Marx den Aufsichtsräten zahlreicher deutscher Unternehmen an. Er war stellvertretender Aufsichtsratsvorsitzender der Brauerei Gebr. Dietrich AG in Düsseldorf, der Deutschen Schiffskreditbank AG in Duisburg, der Feldmühle, Papier- und Zellstoffwerke AG in Stettin, der Germania-Brauerei F. Dieninghoff AG in Münster und der Rheinmühlen AG in Düsseldorf. Mitglied des Aufsichtsrats war er bei der Allgemeinen Hochbau-Gesellschaft AG in Düsseldorf, der Adler AG für Eisenhandel und Eisenbearbeitung in Düsseldorf, der Fried. Remy Nachf. AG in Neuwied, der Getreide-Finanzierung AG in Berlin, der Köln-Düsseldorfer Versicherungs-AG in Düsseldorf, der Th. Goldschmidt AG in Essen, der Gelsenkirchener Bergwerks AG in Essen, der Vereinigte Stahlwerke AG, dem Klöckner-Konzern, der Auto Union AG, Buderus und der in München ansässigen Direktion für das Deutsche Reich der Wiener Lebensversicherungsgesellschaft Phoenix.
Marx starb am 4. Juli 1952 im Alter von 64 Jahren in Düsseldorf. In einem Nachruf vom 10. Juli 1952 würdigte ihn das Wochenblatt Die Zeit mit den Worten: „Mit Dr. jur. Paul Marx ist einer der letzten Großen aus der Glanzzeit des deutschen Bankgewerbes dahingegangen, eine Persönlichkeit von außerordentlicher Prägung.“